# رايان طومسون
رايان طومسون (بالإنجليزية: Ryan Thompson)‏ مواليد 9 يونيو 1988، هو لاعب كرة سلة أمريكي بدأ مسيرته الاحترافية في سنة 2010 يلعب مع فريق بروس باسكتس ويحمل الرقم 7. يبلغ طوله 6 قدم 6 بوصة (2.0 م).

## فرق لعب لها
- بروس باسكتس

## روابط خارجية
- رايان طومسون على موقع الدوري الأوروبي لكرة السلة (الإنجليزية)
- رايان طومسون على موقع سبورتس رفرنس (الإنجليزية)
- رايان طومسون على موقع كرة السلة الأوروبية.كوم (الإنجليزية)
- رايان طومسون على موقع DraftExpress.com (الإنجليزية)
- رايان طومسون على موقع كلية كرة السلة في سبورتس رفرنس.كوم (الإنجليزية)
- رايان طومسون على موقع ريلجم (الإنجليزية)
- رايان طومسون على موقع بروبوليرز (الإنجليزية)
- رايان طومسون على موقع سبورتس رفرنس (الإنجليزية)
- رايان طومسون على موقع سبورتس رفرنس (الإنجليزية)